# تب سه‌روزه گاوی
تب سه‌روزه گاوی یا تب بی دوام یک بیماری ویروسی قابل انتقال توسط برخی از حشرات است که باعث بیماری در گاوها و برخی دیگر از نشخوارکنندگان می‌شود. عامل این بیماری، ویروسی به نام Bovine ephemeral fever virus یا به اختصار BEFV بوده که گونه ای از خانواده ویرویس‌های میله‌ای است. این بیماری دارای نام‌های مختلفی مانند تب ویروسی گاوها، بیماری سفت و سخت و تب دانگ گاوها نیز می‌باشد.

## ویروس‌شناسی

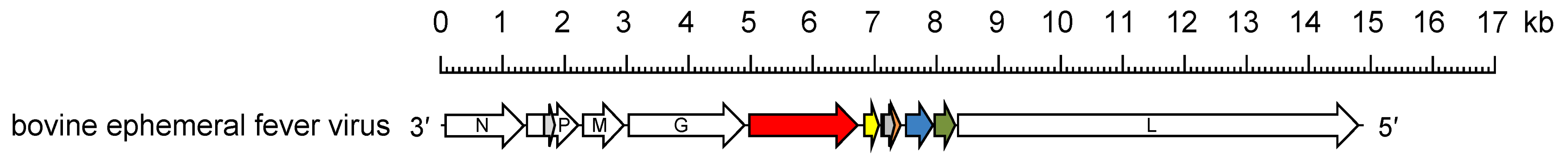
ژنوم ویروس BEFV

ویروس BEFV ساختاری گلوله ای یا مخروطی شکل دارد و جزو ویروس‌های RNAدار تک رشته‌ای منفی بوده و دارای پوشش لیپیدی و پنج پروتئین ساختاری می‌باشد. اخیراً شواهدی یافت شده که این ویروس می‌تواند باعث تحریک آپوپتوز در چندین ردهٔ مختلف سلولی شود.

## مناطق پراکندگی

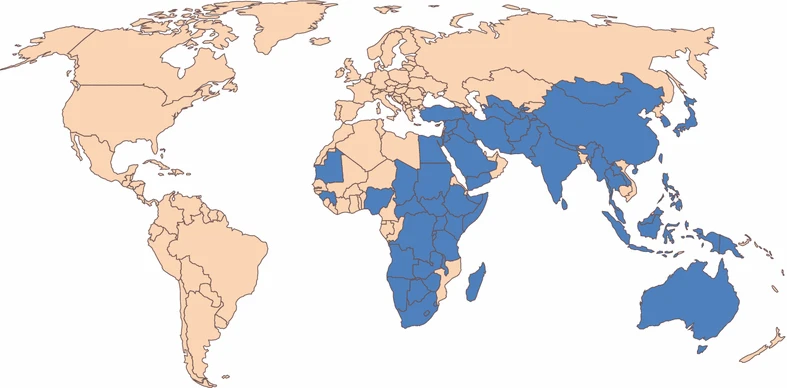
مناطق آبی رنگ کشورهایی هستند که تب سه روزه در آن‌ها گزارش شده

ویروس BEFV در برخی مناطق گرمسیری و نیمه گرمسیری در آفریقا، آسیا و شرق استرالیا یافت می‌شود. این ویروس تا کنون از قاره‌های آمریکا و اروپا (به استثنای مناطق غربی ترکیه) گزارش نشده‌است.

## انتقال
بیماری تب سه روزه از طریق گزش توسط برخی از حشرات منتقل می‌شود. از مهم‌ترین ناقلین این ویروس مگس‌ریزه‌ها هستند که از میان آن‌ها می‌توان به دو گونهٔ Culicoides oxystoma و C. nipponensis اشاره کرد.

## تشخیص
تشخیص بیماری از طریق آزمایش نمونه خون حیوان و با تکنیک‌های ایمونوفلورسنس و ایمونو استینینگ انجام می‌گیرد. همچنین افزایش سطح پادتن در نمونه‌های خونی که با فواصل دو تا چهار هفته از حیوان گرفته شده‌اند نیز نشانهٔ عفونت ویروسی است.